# Schmalenberg (Hahnenkamm)
Der Schmalenberg ist eine 584,5 m ü. NHN hohe, unbewaldete Erhebung des Mittelgebirges Fränkische Alb im mittelfränkischen Landkreis Weißenburg-Gunzenhausen (Bayern).

## Geographie

### Lage
Der Schmalenberg liegt im Naturpark Altmühltal südsüdwestlich von Auernheim, dem höchstgelegenen Ort Mittelfrankens und einem Gemeindeteil von Treuchtlingen. Etwas südlich liegt der Treuchtlinger Gemeindeteil Wieshof. Auf dem Schmalenberg liegen Teile des Landschaftsschutzgebiets Schutzzone im Naturpark Altmühltal (CDDA-Nr. 396115; 1995 ausgewiesen; 1632,9606 km² groß).
Westlich fließt der Wieshofgraben vorbei. Südlich liegt der Schellenberg, östlich der Geißberg, ostnordöstlich der Ecklestein und nordöstlich der Gehäubichel. Jenseits von letzterem erstreckt sich der Höhenzug Hahnenkamm.

### Naturräumliche Zuordnung
Der Schmalenberg gehört in der naturräumlichen Haupteinheitengruppe Fränkische Alb (Nr. 08), in der Haupteinheit Südliche Frankenalb (082) und in der Untereinheit Altmühlalb (082.2) zum Naturraum Hahnenkammalb (082.20).